# 餐饮家

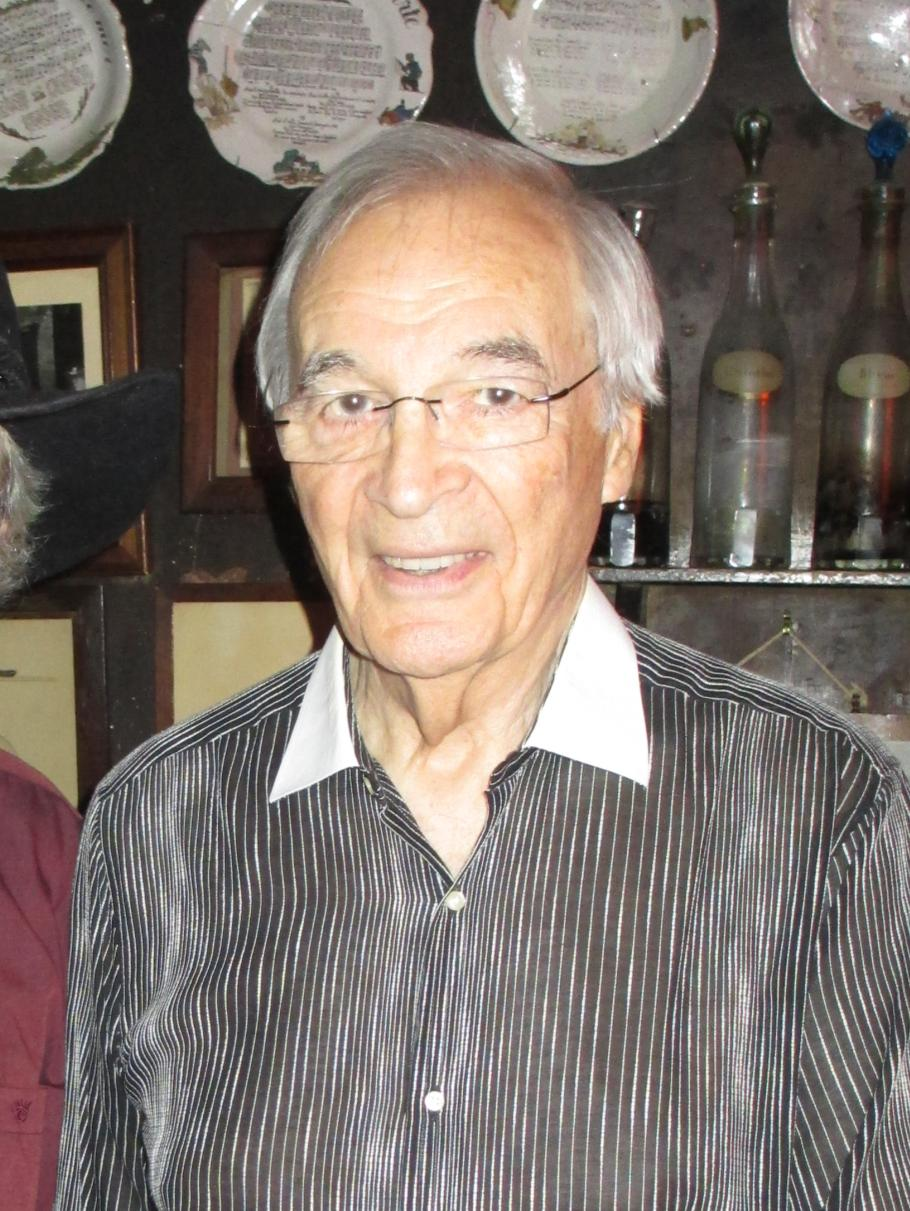
法国餐饮家埃米尔艾克纳

餐饮家（法語：restaurateur）是一个法语词汇，特指拥有并职业经营餐厅的人。尽管这一术语逐渐演变成泛指所有拥有餐厅的从业者，但传统意义上来讲，這一词汇是指那些具有餐饮相关高技能的并且精通餐厅生意各个方面的专业人士。

## 语源学
法语一词源自拉丁语和。